# Lençóis Jazz & Blues Festival
O Lençóis Jazz & Blues Festival é um evento musical brasileiro realizado por Tutuca Viana Produções e que ocorre nas cidades de Barreirinhas e São Luís desde 2009.
Atualmente, dez edições já foram realizadas, sendo que na cidade de Barreirinhas, o evento sempre acontece na Avenida Beira-Rio, às margens do Rio Preguiças, enquanto que em São Luís, geralmente as apresentações ocorrem na Praça Maria Aragão (Avenida Beira Mar) ou na Concha Acústica Reynaldo Faray (Lagoa da Jansen). A programação paralela do festival também inclui oficinas gratuitas de música para crianças e adolescentes.
Inicialmente, o festival era destinado a um público fechado, porém, desde 2011, começou a ser aberto ao público através do apoio da lei de incentivo à cultura.
Diversos artistas e bandas já passaram pelo festival como Paula Santoro, Ed Motta, Yamandu Costa, Taryn Szpilman, Renato Borghetti, Ellen Oléria, o norte americano JJ Jackson, dentre outros.